# سن پدرو ده ماکوریس
سن پدرو ده ماکوریس (به لاتین: San Pedro de Macorís) یک شهر در جمهوری دومینیکن است که در سانتو دومینگو واقع شده‌است.

## خصوصیات
سن پدرو ده ماکوریس ۱۵۲٫۳۳ کیلومترمربع مساحت و ۱۹۵٬۰۳۷ نفر جمعیت دارد و ۴ متر بالاتر از سطح دریا واقع شده‌است.

## خواهرخوانده
شهر فرانکفورت، کنتاکی خواهرخواندهٔ سن پدرو ده ماکوریس هست.